# 自然賛歌
『自然賛歌』（しぜんさんか）は、中国地方と香川県のローカル局で放送された広島ホームテレビ（HOME）・テレビ朝日映像（ViViA）共同製作のミニ番組である。広島ホームテレビ・EZMホームテレビ映像（広島ホームテレビの関連会社）共同製作の回も一部存在する。製作局の広島ホームテレビでは1994年10月から2008年9月11日まで放送。スポンサーは中国電力。

## 概要
番組は中国地方5県の自然の風景を曲に乗せて紹介。BGMにはナナ・ムスクーリの「Amazing grace」や「ONLY LOVE」を使用していた。

## ネット局
| 放送地域       | 放送局                   | 系列           | 放送日時                 | 備考   |
| -------------- | ------------------------ | -------------- | ------------------------ | ------ |
| 広島県         | 広島ホームテレビ（HOME） | テレビ朝日系列 | 木曜 19時54分 - 20時00分 | 製作局 |
| 鳥取県・島根県 | 山陰放送（BSS）          | TBS系列        | 金曜 19時54分 - 20時00分 |        |
| 山口県         | 山口朝日放送（yab）      | テレビ朝日系列 | 金曜 19時54分 - 20時00分 |        |
| 香川県・岡山県 | 瀬戸内海放送（KSB）      | テレビ朝日系列 | 水曜 19時54分 - 20時00分 |        |